# Prapart Kobkaew
Prapart Kobkaew (thailändisch ประภาส กอบแก้ว, * 6. Oktober 1984 in Sa Kaeo) ist ein momentan vereinsloser thailändischer Fußballspieler.

## Karriere
Prapart Kobkaew erlernte das Fußballspielen in der Jugendmannschaft des Osotspa FC. Seinen ersten Vertrag unterschrieb er 2004 beim Thailand Tobacco Monopoly FC. Der Verein spielte in der höchsten thailändischen Liga, der Thai Premier League. Im ersten Jahr wurde er mit dem Verein thailändischer Fußballmeister. 2007 wechselte er zum Zweitligisten Raj-Vithi FC nach Bangkok. Wo er von 2008 bis 2010 gespielt hat, ist unbekannt. Die Saison 2011 spielte er beim Lopburi FC. Mit dem Verein spielte er in der dritten Liga, der damaligen Regional League Division 2, in der Central/Eastern Region. 2012 stand er für den Drittligisten Phitsanulok FC aus Phitsanulok auf dem Spielfeld. Der ebenfalls in der dritten Liga spielende Sukhothai FC aus Sukhothai nahm ihn die Saison 2013 unter Vertrag. 2014 wechselte er wieder in die erste Liga. Hier stand er für den Erstligistem Sisaket FC aus Sisaket zwischen den Pfosten. Nakhon Ratchasima FC, ein Erstligist aus Nakhon Ratchasima, verpflichtete ihn ab Anfang 2015 für zwei Jahre. Nach Vertragsende ging er zum ebenfalls in der ersten Liga spielenden Super Power Samut Prakan FC. Mit dem Verein aus Samut Prakan stieg er am Ende der Saison 2017 in die zweite Liga ab. Sein ehemaliger Verein Nakhon Ratchasima nahm ihn wieder von 2018 bis 2019 unter Vertrag. Anfang 2020 unterschrieb er einen Vertrag beim Erstligaabsteiger Chiangmai FC in Chiangmai. Ohne ein Pflichtspiel absolviert zu haben, verließ er ein Jahr später den Verein mit unbekanntem Ziel.

## Erfolge
Thailand Tobacco Monopoly FC
- Thai Premier League: 2004